# Produit fini
Ne pas confondre avec la notion de produit fini en mathématiques.
 (juin 2019).
Si vous disposez d'ouvrages ou d'articles de référence ou si vous connaissez des sites web de qualité traitant du thème abordé ici, merci de compléter l'article en donnant les références utiles à sa vérifiabilité et en les liant à la section « Notes et références ».
Un produit fini est un produit qui, après transformation, fabrication ou construction, est prêt à être stocké, en vue d'une vente, ou distribué,,. Selon son mode de distribution, cela peut être un produit agricole emballé pour des impératifs d'hygiène, un lot d'un même produit sur une palette si c'est l'unité de vente ou un lot de différents produits regroupés (pour un kit par exemple). Un produit demi-fini (dit aussi produit demi-ouvré ou également demi-produit ou semi-produit) est un produit qui n'a pas reçu la finition ou le finissage.

## Description
L'opération est un processus industriel achevé.
Pour obtenir un produit fini, les opérations à effectuer peuvent être simples comme  le conditionnement d'un produit manufacturé ou alimentaire, mais peuvent être aussi complexes que la fabrication d'un moteur, d'un camion, d'un paquebot.

## Pièce détachée, sous-ensemble et produit fini
Une pièce détachée est considérée comme un produit fini lorsqu'elle vient d’être fabriquée. Mais elle est aussi un sous-élément d'un produit en cours d'assemblage d'un élément plus grand. Par exemple un moteur est un produit fini lorsqu'il est fonctionnel, mais peut être une pièce détachée d'un véhicule automobile en cours d'assemblage mécanique.

## Plus value apportée
Qu'il soit produit fini ou produit demi-fini le bien stockable est assujetti à la Taxe sur la valeur ajoutée dans la plupart des pays du monde (ou assujetti à la Taxe sur la vente).

## Exemples
Dans le cas d'un produit complexe une seule entreprise ne peut pas, ou ne souhaite pas, s'occuper de la fabrication de l'ensemble des éléments nécessaires à la fabrication du produit fini (par exemple l'énergie nécessaire à la fabrication de ciment artificiel à utiliser dans la construction de bâtiment).
Elle doit donc acheter des matières premières.
L'entreprise agroalimentaire se fournit des produits agricoles à transformer mais aussi des produits manufacturés comme les boîtes de conserve qui sont des produits finis pour le fabricant (ou le sous traitant), mais des éléments ou des sous-ensembles (couvercle à sertir sur la boîte).
De même un bâtiment ordinairement construit nécessite différents produits finis de différents fournisseurs pour sa construction mais aussi pour tous les équipements (électricité, plomberie, revêtement de sol, portes et fenêtres, escaliers, etc.).

## Recyclage
Le recyclage consiste à désassembler un produit fini pour récupérer tous les composants pouvant être réutilisés comme pièces détachées, sous-ensembles ou matières premières.